# لويس إنوه
لويس إنوه (بالفرنسية: Lewis Enoh)‏ (23 أكتوبر 1992 في الكاميرون - ) هو لاعب كرة قدم كاميروني في مركز الهجوم. لعب مع نادي لوكيرين ونادي ليتشويس وG.D. Sourense ‏.

## روابط خارجية
- لويس إنوه على موقع قاعدة بيانات كرة القدم.إي يو (الإنجليزية)
- لويس إنوه على موقع Soccerway.com (الإنجليزية)
- لويس إنوه على موقع عالم كرة القدم.نت (الإنجليزية)